# Dryopteris sardoa
Dryopteris sardoa är en träjonväxtart som beskrevs av Christopher Roy Fraser-Jenkins och Reichst.
Dryopteris sardoa ingår i släktet Dryopteris och familjen Dryopteridaceae. Inga underarter finns listade i Catalogue of Life.